# Głazowka
Głazowka (do 1945 Baksy, ukr. Glaziwka, ros. Głazowka, krymskotat. Baqsı) – wieś na terenie rejonu lenińskiego Republiki Krymu, centrum osiedla wiejskiego Głazowka.

## Historia
W pobliżu Głazowki odkryto scytyjskie kurhany (w szczególności Bakszyński), pozostałości starożytnej osady i cmentarzysko z V-III wieku p.n.e. oraz w pobliżu Osowin i Jurkinowa — dwie osady z IV–II wieku p.n.e.
Po wyzwoleniu Krymu od Niemców, 12 sierpnia 1944 r. uchwalono Dekret „O przesiedleniu kołchozów w rejony Krymu”, we wrześniu tego samego roku do regionu przybyli pierwsi osadnicy z 204 rodzin z obwodu tambowskiego, a na początku lat 50. i 90. nastąpiła druga fala migrantów z różnych regionów Ukrainy. Dekretem Prezydium Rady Najwyższej RFSRR z 21 sierpnia 1945 r. Baksy zostały przemianowane na Głazowkę. Od 25 czerwca 1946 r. Głazowka była częścią Krymskiego obwodu RFSRR, a 26 kwietnia 1954 r. region krymski został przekazany z RFSRR do Ukraińskiej SRR. Dekretem Prezydium Rady Najwyższej USRR „O powiększeniu obszarów wiejskich obwodu krymskiego” z 30 grudnia 1962 r. zlikwidowano rejon nadmorski, a wieś ponownie przyłączono do lenińskiego. Według spisu z 1989 r. wieś zamieszkiwały 1319 osoby. 12 lutego 1991 r. wieś znalazła się w odrodzonej Krymskiej ASRR, a 26 lutego 1992 r. przemianowano ją na Autonomiczną Republikę Krymu. Od 21 marca 2014 r. – jako część Republiki Krymu Rosji.

## Cmentarz żołnierzy Armii Czerwonej
Przy ul. Szosiejnej, w pobliżu drogi Kercz-Osowiny znajduje się cmentarz wojskowy, na którym pochowanych jest ponad 4,7 tys. żołnierzy radzieckich. Obecna nazwa wsi  pochodzi od nazwiska Bohatera Związku Radzieckiego Grigorija Wygłazowa, który zginął podczas wyzwolenia wsi i został pochowany na cmentarzu. W 2005 roku we wsi zainstalowano tablicę pamiątkową ku czci żołnierzy Gruzinów i Ormian, którzy zginęli w obronie i wyzwoleniu wsi. 

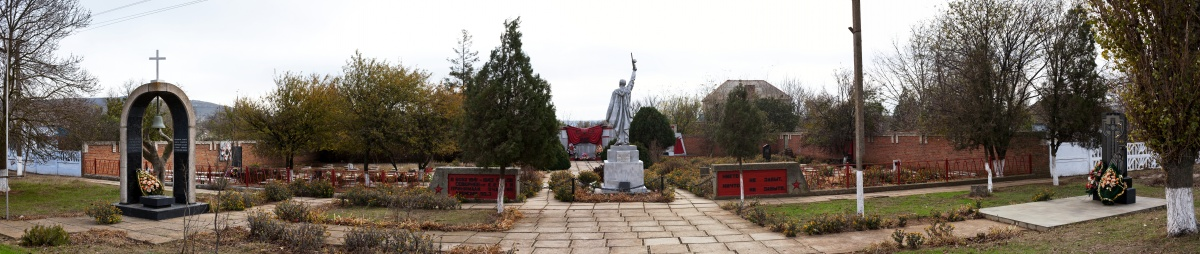
Cmentarz żołnierzy Armii Czerwonej